# Chór Uniwersytetu Medycznego w Poznaniu
Chór Uniwersytetu Medycznego w Poznaniu – polski chór.

## Historia
Chór powstał w 1959 roku, a tworzą go studenci i absolwenci Uniwersytetu Medycznego im. Karola Marcinkowskiego w Poznaniu oraz innych wyższych uczelni w Poznaniu. Chór występuje podczas uroczystości akademickich, jak również w imprezach kulturalnych organizowanych w mieście i poza nim. Zespół występował w licznych koncertach cyklicznych (m.in. "Poznańskie Spotkania Chóralne", "Musica Sacra", "Biesiady Chóralne"). Współpracował z wieloma polskimi i europejskimi orkiestrami (Orkiestra Państwowej Filharmonii w Poznaniu, Orkiestra Symfoniczna Akademii Muzycznej w Poznaniu, Europejska Orkiestra Studentów Medycyny i Lekarzy).

## Dyrygent
Od 1982 roku, chórem kieruje i dyryguje prof. Przemysław Pałka. Jest on absolwentem Akademii Muzycznej im. Ignacego Jana Paderewskiego w Poznaniu i Mistrzowskiego Kursu Dyrygentów w Accademia Musicale Chigiana w Sienie we Włoszech. Zdobył 19 nagród i wyróżnień międzynarodowych konkursów i festiwali muzycznych w Polsce i w wielu innych krajach (m.in. Francja, Belgia, Hiszpania, Bułgaria, Włochy). W 1987 roku przyznano mu nagrodę indywidualną dla najlepszego dyrygenta Międzynarodowego Konkursu Chóralnego w Warnie (Bułgaria). Współpracował z Haliną Frąckowiak, Natalią Kukulską, Adamem Hanuszkiewiczem i Anną Chodakowską.

## Osiągnięcia
- 1982 - Wyróżnienie na Ogólnopolskim Festiwalu "Cantate Deo" w Gliwicach
- 1984 - I Nagroda na Międzynarodowym Konkursie Chóralnym w Tours
- 1985 - I Nagroda "Cum Laude" na Międzynarodowym Festiwalu Muzycznym w Neerpelt – Belgia
- 1985 - III Nagroda na Międzynarodowym Konkursie Chóralnym w Neuchatel - Szwajcaria
- 1986 - Nagroda za najlepsze wykonanie muzyki współczesnej w Ogólnopolskim Turnieju Chórów "Legnica Cantat"
- 1986 - I Nagroda /kat. chórów mieszanych/ na Międzynarodowym Konkursie Chóralnym w Cantonigros - Hiszpania
- 1986 - I Nagroda /kat. folklorystyczna/ na Międzynarodowym Konkursie Chóralnym w Cantonigros – Hiszpania
- 1987 - III Nagroda /kat. chórów kam./ na Międzynarodowym Konkursie Chóralnym w Warnie
- 1991 - Brązowy Dyplom na Międzynarodowym Konkursie Chóralnym w Budapeszcie
- 1991 - Nagroda za najlepsze wykonanie muzyki religijnej w Ogólnopolskim Turnieju Chórów "Legnica Cantat"
- 1992 - III Nagroda na Międzynarodowym Konkursie Chórów Studenckich w Pardubicach i nagroda specjalna za najlepsze wykonanie muzyki współczesnej
- 1997 - Srebrny Dyplom na Międzynarodowym Konkursie Chóralnym im.B. Smetany w Litomyślu
- 1998 - Srebrny Dyplom na Międzynarodowym Konkursie Chóralnym w Riva del Garda
- 1999 - Srebrny Dyplom na Międzynarodowym Konkursie Chóralnym im. F. Mendelssohna-Bartholdy'ego Pohlheim
- 2005 - Brązowy Dyplom na Międzynarodowym Festiwalu Muzyki Chóralnej im. Feliksa Nowowiejskiego w Barczewie
- 2013 - Dyplom The Best of The Best - na Festiwalu Folk Festiwal Kiten w Bułgarii

## Repertuar
Chór wykonuje dzieła wokalno-instrumentalne wielu kompozytorów (m.in. Georg Friedrich Händel, Antonio Vivaldi, Wolfgang Amadeus Mozart, Ludwig van Beethoven, Giuseppe Verdi, Wojciech Kilar, Stanisław Moniuszko) oraz utwory a cappella polskich i zagranicznych kompozytorów.